# 正欲
『正欲』（せいよく）は、朝井リョウによる小説。新潮社より2021年3月26日に単行本、2023年6月1日に新潮文庫版が発売された。
第34回柴田錬三郎賞受賞。第3回読者による文学賞受賞。2022年本屋大賞ノミネート。累計発行部数は2023年10月現在、50万部を超えている。
2023年には映画化された。

## 出版の経緯
朝井リョウのデビュー10周年記念作品として書き下ろされた長編小説で、「黒版」と呼ばれる。カバー写真は、菱沼勇夫の作品「Let Me Out」が使用されている。デビュー10周年記念作品はもう1作、朝日新聞出版より刊行された『スター』があり、そちらは「白版」の位置づけである。
三人称の複数視点で語られる構成となっていて、物語の前半は検事の寺井啓喜、ショッピングモール店員の桐生夏月、大学生の神戸八重子の3人の視点で描かれ、後半はこれに夏月の中学時代の同級生の佐々木佳道、八重子の同級生の諸橋大也の視点が加わる。

## 登場人物
寺井啓喜（てらい ひろき）
横浜地方検察庁に勤務する検事。小学校4年生で不登校状態の息子・泰希をもつ。泰希が友人とともにYouTubeで動画を投稿することに反対する。
桐生夏月（きりゅう なつき）
岡山駅に直結するイオンモールにある、寝具店の販売員。中学校の同級生の披露宴で、佐々木佳道と再会する。
神戸八重子（かんべ やえこ）
金沢八景大学に通う3年生。学祭実行委員で、「ダイバーシティフェス」を企画・運営する。
佐々木佳道（ささき よしみち）
高良食品営業部商品開発課に勤務する会社員。夏月の中学校の同級生だが、3年生の途中で転校した。
諸橋大也（もろはし だいや）
金沢八景大学に通う3年生で、ダンスサークル「スペード」に所属している。昨年の学祭のミスターコンテストで準ミスターに選ばれた。

## オーディオブック

### audiobook.jp版
2021年3月26日よりaudiobook.jpにて配信された。制作協力はR-production、トゥーバース。2023年、audiobook.jpのユーザーによる投票で決定する「オーディオブック大賞2023」で、聴き放題部門の大賞を受賞した。
- 寺井啓喜：菊地達弘[13]
- 桐生夏月：小市眞琴[13]
- 神戸八重子：洲崎綾[13]
- 佐々木佳道：浦和希[13]
- 諸橋大也：伊東健人[13]
- 寺井由美：北﨑ひとみ[13]
- 寺井泰希：拝師みほ[13]
- 右近一将：青樹鮎希[13]
- 越川秀己：小林直人[13]
- 久留米よし香：三浦円[13]
- 桑原紗矢：堀川かえで[13]
- 桑原真輝：進藤亜由美[13]
- 西山修：佐田直啓[13]
- 田吉幸嗣：佐東充[13]

### Audible版
2022年12月2日よりAudibleで配信された。ナレーターは岡井カツノリ、高口幸子、三木美、宮本淳、吉野貴大、小島史裕。

## 映画
2023年11月10日に公開された。監督は岸善幸。

### キャスト
- 寺井啓喜：稲垣吾郎[17]
- 桐生夏月：新垣結衣[17]（中学時代：滝口芽里衣[18]）
- 佐々木佳道：磯村勇斗[7]（中学時代：齋藤潤[18]）
- 諸橋大也：佐藤寛太[7]
- 神戸八重子：東野絢香[7]
- 寺井由美：山田真歩[19]
- 越川秀己：宇野祥平[19]
- 西山修：渡辺大知[19]（中学時代：浅川大治[20]）
- 那須沙保里：徳永えり[19]
- 矢田部陽平：岩瀬亮[19]
- 高見優芽：坂東希[19]
- 夏月と佳道の中学時代の担任：山本浩司[6]
- 右近一将：鈴木康介[18]
- 久留米よし香：森田想[18]
- 西山亜衣子：佐々木茜[18]
- 夏月の父：遠藤たつお[18]
- 夏月の母：伊東由美子[18]
- 寺井泰希：潤浩[18]
- ミワ：白鳥玉季[18]
- 少年（買春被害者）：市川陽夏[18]
- 佐藤（万引き犯）：松岡依都美[21]
- 吉澤かおる：高橋春織[22]
- 富吉奈々江：市原茉莉[23]
- 富吉彰良：大城龍永[24]
- 龍一：関本巧文[25]
- さくら：清瀬やえこ[26]
- 佐々木佳道の上司：荒木秀行[27]
- 穂波辰郎：石橋侑大
- 桂真央：中野有華子
- アナウンサー：橋口秀一[28]
- ドイ（コメンテーター）：土井きよ美[29]

### スタッフ
- 原作：朝井リョウ『正欲』（新潮文庫刊）
- 監督・編集：岸善幸[17]
- 脚本：港岳彦[17]
- 音楽：岩代太郎
- 主題歌：Vaundy「呼吸のように」（SDR）[30]
- 製作：murmur
- エグゼクティブプロデューサー：石井紹良、神山健一郎、定井勇二、飯島三智
- 企画・プロデュース：中村優子
- プロデューサー：杉田浩光、富田朋子
- スーパーバイザー：松原宏林
- 共同プロデューサー：舩江修
- ラインプロデューサー：塚村悦郎
- 撮影：夏海光造
- 照明：高坂俊秀
- DIT：鈴木裕
- 録音：森英司
- 音響効果：大塚智子
- キャスティング：おおずさわこ
- 美術：井上心平
- 衣装：宮本まさ江
- ヘアメイク：新井はるか、金田順子
- 装飾：中村三五
- 助監督：松尾崇
- 配給：ビターズ・エンド
- 制作プロダクション：テレビマンユニオン
- 製作：「正欲」製作委員会（murmur、テレビマンユニオン、ビターズ・エンド、CULEN）

### 製作
監督の岸善幸はプロデューサーに勧められて小説を読み、衝撃を受けた。多様性への理解の浅はかさに気づき、その意味を考えさせられたという。本作の特に浮かび上がらせたいテーマとして、「『多様性』の意味を問いかけるのは、勿論ですが、人間は誰もが二面性を、もしかしたら、二面以上を持って生きていると思うんです。会社とか学校とか日常を送る顔は、様々に使い分けられていて、本当の顔は実は他人に見せたくない。本当の顔で生きていくということは日常性とかけ離れることであって、どうしたって孤独になる。そこは特殊性癖を持つ人もそうでない人も同じような気がしています。そういう意味では『特殊な性的嗜好って何?』というよりは、マジョリティー側の感覚や意識をあからさまにすることの方が大事でした。『私たちの本来の感覚って何なのか、それは間違っていないのか?』と疑ってもらえればいいのかなと思います」などと述べている。
主要キャストは、稲垣吾郎（寺井啓喜 役）、新垣結衣（桐生夏月 役）、磯村勇斗（佐々木佳道 役）、佐藤寛太（諸橋大也 役）、東野絢香（神戸八重子 役）の5人で、稲垣、新垣、磯村のキャスティングは岸の希望。佐藤と東野はオーディションで選んだ。驚きのキャスティングはやはり新垣で、岸としてはこれまで演じた役柄が対極のイメージを持たれている人に演じてもらいたく、ギャップを表現するのがとても大事と考え、新垣の名前が真っ先に浮かんだという。このうち、新垣、磯村、佐藤が演じた3人は水に対する性癖を持つ。性的興奮の描き方には苦労し、岸は俳優とディスカッションを重ねた。新垣が演じた夏月が性的興奮を覚える場面は、撮影がアップしてからも、編集しながらも悩み、今も上手く表現できたか分からないと話している。
啓喜、大也、八重子の3人は神奈川県横浜市在住設定で、夏月、佳道は広島県福山市在住設定。前半は5人の人物のストーリーをシンクロさせ、横浜と広島のパートが入れ代わりながら話が進む。後半は佳道が夏月を誘い、横浜に2人で来るため、後半は横浜だけのパート、ラストは5人が繋がる。夏月は前半は口数少ない設定ながら、中盤ホテルの部屋で佳道と打ち解け、奇跡的に理解し合える人と出会って以降は、明るく、饒舌となり、後半は横浜に来ても柔い広島弁で話す。

### ロケ地
- 広島県
  - 福山市[36][38][39]。※福山ロケは2022年10月[36]。
    - 廻鮮寿司しまなみ福山曙店（夏月の行きつけの回転寿司店）[36][39]
    - ウエディングパルコアルジェント（夏月・佳道の高校の同級生の結婚式のシーン）[36]
    - ルートイングランティア福山SPA RESORT（夏月・佳道が打ち解ける切っ掛けとなるホテルの部屋シーン）[36][39]
    - ラプラス（佳道が夏月に指輪を渡すシーン）[36][39]
    - 草戸山公園展望台（明王台展望台、実景のみ）[36]
- 神奈川県
  - 横浜市[40]
- 東京都
  - 東久留米市
    - イオンモール東久留米（夏月が働くショッピングセンターの寝具売り場）[39]
- 栃木県[41]
  - 日光市
    - 銅親水公園足尾砂防堰堤（中盤、夏月と佳道が訪れる滝）[39]
- 千葉県 千葉市
  - そごう千葉店（神戸がキッチンカーの諸橋からホットドッグを買うシーン）
  - 千葉市中央公園（モノレールのシーン。実景のみ）

### 受賞歴
- 第36回東京国際映画祭[42]
  - 最優秀監督賞（岸善幸）
  - 観客賞
- 第45回ヨコハマ映画祭
  - 助演男優賞（磯村勇斗）[43] - 『月』『波紋』『渇水』『最後まで行く』とあわせて。
  - 2023年日本映画ベストテン 5位[44]
- 第36回日刊スポーツ映画大賞・石原裕次郎賞
  - 助演男優賞（磯村勇斗）- 『月』『渇水』とあわせて[45]。
- 第66回ブルーリボン賞
  - 邦画ベストテン（『正欲』）[46]
- 第97回 キネマ旬報ベスト・テン
  - 助演男優賞（磯村勇斗）[47]- 『月』『渇水』『最後まで行く』『波紋』『東京リベンジャーズ2 血のハロウィン編 -運命-』『東京リベンジャーズ2 血のハロウィン編 -決戦-』とあわせて。
- おおさかシネマフェスティバル2024[48]
  - 脚本賞（港岳彦）
  - 日本映画／作品賞ベストテン 8位
- 第33回 日本映画批評家大賞
  - 助演女優賞（新垣結衣）[49]
- 第1回モントリオール日本映画祭[50]
  - 最優秀作品賞（『正欲』）
  - 女優最優秀賞（新垣結衣）
- 第16回TAMA映画賞
  - 最優秀新進女優賞（森田想）[51]- 『辰巳』『朽ちないサクラ』『サユリ』『NN4444』『愚鈍の微笑み』とあわせて。

### 関連商品
- 日本シナリオ作家協会・編『'23年鑑代表シナリオ集』協同組合日本シナリオ作家協会、2024年7月31日発行、ISBN 978-4-907881-14-6 - シナリオを収録[52]。